# Llista de cançons del Guitar Hero World Tour
Repertori complet de la banda sonora que inclou el videojoc musical Guitar Hero World Tour, quart títol principal de la saga Guitar Hero. El va desenvolupar l'empresa Neversoft amb la col·laboració de Vicarious Visions i Budcat Creations, i el van distribuir Activision i RedOctane. El seu llançament es va produir el 26 d'octubre de 2008 als Estats Units i el 7 de novembre a Europa. El videojoc està disponible per les consoles PlayStation 2, PlayStation 3, Xbox 360, Wii, PC i Mac.
Com les seves versions anteriors, la principal característica del joc se centra en la utilització d'un controlador que reprodueix una guitarra elèctrica real per tal de simular un guitarrista. La principal novetat d'aquesta edició consisteix que a part de la guitarra, també s'inclou un controlador en forma de bateria i un micròfon, que juntament amb una altra guitarra que faci les funcions de baix, quatre jugadors poden jugar alhora per simular tot un grup de rock. La consola Wii també pot descarregar nou material per internet de la mateix forma que ja es podia en la PlayStation i la Xbox 360. Una altra de les novetats és l'addicció d'un mode estudi en el qual els usuaris poden crear les pròpies cançons i compartir-les mitjançant el servei "GHTunes".

## Repertori principal
La llista principals de cançons està formada per un total de 86 cançons. És el primer títol de la saga en què totes les cançons són gravacions originals en lloc de versions. En el mode carrera, sigui individual o multijugador, les cançons estan distribuïdes en divuit actuacions que contenen entre tres i sis cançons. Un cop superades totes les cançons de l'actuació, es desbloquegen les cançons extres o els duels amb els "caps" (si és individual). Els duels són contra els guitarristes Ted Nugent i Zakk Wylde. L'ordre de les actuacions es basa en la dificultat de les cançons segons l'instrument o banda seleccionats per seguir una progressió adequada. A partir del fet que s'ha accedit a una cançó en el mode carrera, aquesta està disponible en la resta de modes del joc. La banda sonora conté cançons famoses d'artistes ben coneguts.
Inicialment, 35 cançons foren exportables cap al Guitar Hero 5 i al Band Hero mitjançant una petita quota per pagar els drets de llicència.
| Any   | Títol                              | Artista                            | Escenari Banda                       | Escenari Individual                    | Exportable a GH5/BH |
| ----- | ---------------------------------- | ---------------------------------- | ------------------------------------ | -------------------------------------- | ------------------- |
| 1994  | "About a Girl" (Unplugged directe) | Nirvana                            | House of Blues (Los Angeles)         | Phi Psi Kappa (EUA)                    | 1                   |
| 2007  | "Aggro"                            | The Enemy                          | Ted's Tiki Hut (Tahití)              | Ted's Tiki Hut (Tahití)                |                     |
| 1970  | "American Woman"                   | The Guess Who                      | Rock Brigade (Pacífic)               | Strutter's Farm (Kentucky)             |                     |
| 1980  | "Antisocial"                       | Trust                              | Times Square (Nova York)             | Ozzfest (Alemanya)                     |                     |
| 1993  | "Are You Gonna Go My Way"          | Lenny Kravitz                      | Strutter's Farm (Kentucky)           | AT&T Park (San Francisco)              | 1                   |
| 2006  | "Assassin"                         | Muse                               | Times Square (Nova York)             | AT&T Park (San Francisco)              |                     |
| 1987  | "La Bamba"                         | Los Lobos                          | Times Square (Nova York)             | Times Square (Nova York)               |                     |
| 1973  | "Band on the Run"                  | Wings                              | Pang Tang Bay (Hong Kong) Extra      | Pang Tang Bay (Hong Kong)              | 1                   |
| 1982  | "Beat It"                          | Michael Jackson                    | Strutter's Farm (Kentucky)           | Will Heilm's Keep (Anglaterra) (Extra) |                     |
| 1997  | "Beautiful Disaster"               | 311                                | Bone Church (Polònia)                | Wilted Orchid (Suècia)                 |                     |
| 2005  | "B.Y.O.B."                         | System of a Down                   | Times Square (Nova York) Extra       | Times Square (Nova York)               |                     |
| 1980  | "Crazy Train"                      | Ozzy Osbourne                      | Ozzfest (Alemanya) Extra             | Ozzfest (Alemanya) Extra               |                     |
| 1997  | "Dammit"                           | Blink-182                          | Rock Brigade (Pacífic)               | Rock Brigade (Pacífic)                 | 1                   |
| 1993  | "Demolition Man" (Directe)         | Sting                              | Will Heilm's Keep (Anglaterra)       | Will Heilm's Keep (Anglaterra)         | 1                   |
| 1972  | "Do It Again"                      | Steely Dan                         | Swamp Shack (Louisiana)              | Swamp Shack (Louisiana)                | 1                   |
| 1984  | "Escuela de Calor"                 | Radio Futura                       | Will Heilm's Keep (Anglaterra)       | AT&T Park (San Francisco)              |                     |
| 1997  | "Everlong"                         | Foo Fighters                       | AT&T Park (San Francisco)            | Rock Brigade (Pacífic) Extra           | 1                   |
| 1982  | "Eye of the Tiger"                 | Survivor                           | Phi Psi Kappa (EUA) Extra            | Swamp Shack (Louisiana)                |                     |
| 1994  | "Feel the Pain"                    | Dinosaur Jr                        | Bone Church (Polònia)                | Rock Brigade (Pacífic)                 |                     |
| 2004  | "Float On"                         | Modest Mouse                       | Ted's Tiki Hut (Tahití) Extra        | Recording Studio (Canadà)              |                     |
| 1998  | "Freak on a Leash"                 | Korn                               | Wilted Orchid (Suècia)               | Amoeba Records (Los Angeles)           |                     |
| 1977  | "Go Your Own Way"                  | Fleetwood Mac                      | Strutter's Farm (Kentucky) Extra     | Strutter's Farm (Kentucky)             |                     |
| 2007  | "Good God"                         | Anouk                              | Tesla's Coil (Austràlia)             | Ted's Tiki Hut (Tahití)                |                     |
| 2008  | "Hail to the Freaks"               | Beatsteaks                         | Recording Studio (Canadà)            | Tesla's Coil (Austràlia)               |                     |
| 1979  | "Heartbreaker"                     | Pat Benatar                        | Strutter's Farm (Kentucky)           | Strutter's Farm (Kentucky)             | 1                   |
| 1995  | "Hey Man, Nice Shot"               | Filter                             | Rock Brigade (Pacífic)               | Rock Brigade (Pacífic)                 |                     |
| 1978  | "Hollywood Nights"                 | Bob Seger & The Silver Bullet Band | Tesla's Coil (Austràlia) Extra       | Tesla's Coil (Austràlia)               | 1                   |
| 1984  | "Hot for Teacher"                  | Van Halen                          | Times Square (Nova York)             | Times Square (Nova York) Extra         |                     |
| 1976  | "Hotel California"                 | The Eagles                         | Swamp Shack (Louisiana) Extra        | Amoeba Records (Los Angeles) Extra     |                     |
| 1973  | "The Joker"                        | Steve Miller Band                  | Pang Tang Bay (Hong Kong)            | Amoeba Records (Los Angeles)           | 1                   |
| 20081 | "Kick Out the Jams"                | MC5's Wayne Kramer                 | Will Heilm's Keep (Anglaterra)       | House of Blues (Los Angeles)           |                     |
| 2005  | "The Kill"                         | 30 Seconds to Mars                 | AT&T Park (San Francisco)            | Will Heilm's Keep (Anglaterra)         | 1                   |
| 2005  | "L'Via L'Viaquez"                  | The Mars Volta                     | AT&T Park (San Francisco)            | House of Blues (Los Angeles)           | 1                   |
| 2007  | "Lazy Eye"                         | Silversun Pickups                  | Recording Studio (Canadà)            | Recording Studio (Canadà)              | 1                   |
| 1986  | "Livin' on a Prayer"               | Bon Jovi                           | Amoeba Records (Los Angeles)         | Phi Psi Kappa (EUA)                    | 1                   |
| 1967  | "Love Me Two Times"                | The Doors                          | Rock Brigade (Pacífic)               | House of Blues (Los Angeles) (Extra)   |                     |
| 1987  | "Love Removal Machine"             | The Cult                           | Wilted Orchid (Suècia) Extra         | Ozzfest (Alemanya)                     |                     |
| 1994  | "Love Spreads"                     | The Stone Roses                    | Sunna's Chariot (Asgard)             | Sunna's Chariot (Asgard)               | 1                   |
| 2002  | "The Middle"                       | Jimmy Eat World                    | Wilted Orchid (Suècia)               | Rock Brigade (Pacífic)                 | 1                   |
| 2007  | "Misery Business"                  | Paramore                           | Amoeba Records (Los Angeles)         | Amoeba Records (Los Angeles)           |                     |
| 2005  | "Monsoon"                          | Tokio Hotel                        | Ted's Tiki Hut (Tahití)              | Ted's Tiki Hut (Tahití)                |                     |
| 1988  | "Mountain Song"                    | Jane's Addiction                   | Wilted Orchid (Suècia)               | Phi Psi Kappa (EUA) Extra              |                     |
| 1980  | "Mr. Crowley"                      | Ozzy Osbourne                      | Ozzfest (Alemanya)                   | Ozzfest (Alemanya)                     |                     |
| 2005  | "Never Too Late"                   | The Answer                         | Sunna's Chariot (Asgard)             | Sunna's Chariot (Asgard)               | 1                   |
| 1986  | "No Sleep Till Brooklyn"           | Beastie Boys featuring Kerry King  | House of Blues (Los Angeles)         | Pang Tang Bay (Hong Kong) Extra        | 1                   |
| 2006  | "Nuvole E Lenzuola"                | Negramaro                          | Recording Studio (Canadà)            | Recording Studio (Canadà)              |                     |
| 2002  | "Obstacle 1"                       | Interpol                           | Amoeba Records (Los Angeles) Extra   | Wilted Orchid (Suècia)                 | 1                   |
| 1980  | "On the Road Again" (Directe)      | Willie Nelson                      | Swamp Shack (Louisiana)              | House of Blues (Los Angeles)           |                     |
| 2000  | "One Armed Scissor"                | At the Drive-In                    | Tesla's Coil (Austràlia)             | Ted's Tiki Hut (Tahití)                | 1                   |
| 1987  | "The One I Love"                   | R.E.M.                             | Pang Tang Bay (Hong Kong)            | Wilted Orchid (Suècia) Extra           |                     |
| 1979  | "One Way or Another"               | Blondie                            | Amoeba Records (Los Angeles)         | Swamp Shack (Louisiana)                | 1                   |
| 2006  | "Our Truth"                        | Lacuna Coil                        | Ozzfest (Alemanya)                   | Ozzfest (Alemanya)                     | 1                   |
| 20082 | "Overkill"                         | Motörhead                          | Ozzfest (Alemanya)                   | Times Square (Nova York)               | 1                   |
| 2002  | "Parabola"                         | Tool                               | Tool (EUA)                           | Tool (EUA)                             |                     |
| 20072 | "Pretty Vacant"                    | Sex Pistols                        | Recording Studio (Canadà)            | Recording Studio (Canadà)              |                     |
| 1998  | "Prisoner of Society"              | The Living End                     | Ozzfest (Alemanya)                   | Ozzfest (Alemanya)                     |                     |
| 1992  | "Pull Me Under"                    | Dream Theater                      | Sunna's Chariot (Asgard)             | Sunna's Chariot (Asgard)               |                     |
| 1968  | "Purple Haze" (Directe)            | The Jimi Hendrix Experience        | AT&T Park (San Francisco) Extra      | AT&T Park (San Francisco) Extra        |                     |
| 1973  | "Ramblin' Man"                     | The Allman Brothers Band           | Amoeba Records (Los Angeles)         | Strutter's Farm (Kentucky)             |                     |
| 2008  | "Re-Education (Through Labor)"     | Rise Against                       | Times Square (Nova York)             | Times Square (Nova York)               | 1                   |
| 1984  | "Rebel Yell"                       | Billy Idol                         | Wilted Orchid (Suècia)               | Will Heilm's Keep (Anglaterra)         |                     |
| 2006  | "Rooftops"                         | Lostprophets                       | Ted's Tiki Hut (Tahití)              | Ted's Tiki Hut (Tahití)                |                     |
| 1996  | "Santeria"                         | Sublime                            | Will Heilm's Keep (Anglaterra)       | House of Blues (Los Angeles)           | 1                   |
| 1987  | "Satch Boogie"                     | Joe Satriani                       | Sunna's Chariot (Asgard)             | Sunna's Chariot (Asgard)               |                     |
| 2001  | "Schism"                           | Tool                               | Tool (EUA)                           | Tool (EUA)                             |                     |
| 2007  | "Scream Aim Fire"                  | Bullet for My Valentine            | Ozzfest (Alemanya)                   | Times Square (Nova York)               |                     |
| 2000  | "Shiver"                           | Coldplay                           | Will Heilm's Keep (Anglaterra) Extra | Will Heilm's Keep (Anglaterra)         | 1                   |
| 1995  | "Some Might Say"                   | Oasis                              | Phi Psi Kappa (EUA)                  | Bone Church (Polònia)                  |                     |
| 1992  | "Soul Doubt"                       | NOFX                               | Sunna's Chariot (Asgard)             | Tesla's Coil (Austràlia)               | 1                   |
| 1995  | "Spiderwebs"                       | No Doubt                           | Rock Brigade (Pacífic) Extra         | Swamp Shack (Louisiana)                | 1                   |
| 2003  | "Stillborn"                        | Black Label Society                | Swamp Shack (Louisiana)              | Swamp Shack (Louisiana) Extra          | 1                   |
| 1975  | "Stranglehold"                     | Ted Nugent                         | Strutter's Farm (Kentucky)           | Strutter's Farm (Kentucky) Extra       | 1                   |
| 1974  | "Sweet Home Alabama" (Directe)     | Lynyrd Skynyrd                     | AT&T Park (San Francisco)            | AT&T Park (San Francisco)              | 1                   |
| 2008  | "Ted Nugent Guitar Duel"           | Ted Nugent                         | N/A3                                 | Strutter's Farm (Kentucky)             | 1                   |
| 1993  | "Today"                            | The Smashing Pumpkins              | Bone Church (Polònia)                | Bone Church (Polònia)                  | 1                   |
| 2007  | "Too Much, Too Young, Too Fast"    | Airbourne                          | Ted's Tiki Hut (Tahití)              | Recording Studio (Canadà)              |                     |
| 2006  | "Toy Boy"                          | Stuck in the Sound                 | Recording Studio (Canadà)            | Tesla's Coil (Austràlia)               | 1                   |
| 1984  | "Trapped Under Ice"                | Metallica                          | Times Square (Nova York)             | Times Square (Nova York)               |                     |
| 1970  | "Up Around the Bend"               | Creedence Clearwater Revival       | Phi Psi Kappa (EUA)                  | Pang Tang Bay (Hong Kong)              | 1                   |
| 2006  | "Vicarious"                        | Tool                               | Tool (EUA)                           | Tool (EUA)                             |                     |
| 2002  | "Vinternoll2"                      | Kent                               | Tesla's Coil (Austràlia)             | Tesla's Coil (Austràlia)               |                     |
| 2007  | "Weapon of Choice"                 | Black Rebel Motorcycle Club        | Tesla's Coil (Austràlia)             | Sunna's Chariot (Asgard)               |                     |
| 2007  | "What I've Done"                   | Linkin Park                        | House of Blues (Los Angeles) Extra   | Bone Church (Polònia) Extra            |                     |
| 1967  | "The Wind Cries Mary"              | The Jimi Hendrix Experience        | AT&T Park (San Francisco)            | AT&T Park (San Francisco)              |                     |
| 2005  | "You're Gonna Say Yeah"            | HushPuppies                        | Bone Church (Polònia) Extra          | Pang Tang Bay (Hong Kong)              | 1                   |
| 2008  | "Zakk Wylde Guitar Duel"           | Zakk Wylde                         | N/A3                                 | Swamp Shack (Louisiana)                | 1                   |

## Cançons descarregables
En aquesta edició, la versió del joc per la consola Wii també permetrà la descàrrega de noves cançons d'internet unint-se a les Xbox 360 i PlayStation 3 que ja disposaven d'aquesta funcionalitat en versions anteriors. Els usuaris de la Wii podran emmagatzemar les cançons tant en la memòria interna de la consola com en una targeta SD en forma de "Rock Archive", i així poder crear llistes de cançons posteriorment. Quan s'utilitza una cançó emmagatzemada en la targeta SD, automàticament es copia en la "cache de contingut" de la memòria interna de Wii i quan s'ha acabat de tocar, s'esborra automàticament. Això requereix uns dos-cents blocs de memòria lliure de la Wii. Algunes cançons no estaran disponibles per a la Wii a causa de problemes amb les llicències fins al 24 de novembre de 2009. Les cançons descarregables tenen un preu d'1,99 dòlars o es poden canviar per punts en les respectives botigues virtuals (160 Microsoft Points o 200 Nintendo Points), i també es poden comprar en packs de tres per 5,49 dòlars. Tot el material descarregable és compatible amb la següent principal títol de la saga Guitar Hero 5, que automàticament s'actualitza per incloure tot el nou material trobat. La majoria de cançons descarrecagles (152 de les 158 penjades fins a principis de l'agost de 2009) seran compatibles en els Guitar Hero 5 i Band Hero automàticament.
| Títol                                    | Artista                                | Títol pack                       | Data llançament         | Exportable a GH5/BH |
| ---------------------------------------- | -------------------------------------- | -------------------------------- | ----------------------- | ------------------- |
| "That Was Just Your Life"                | Metallica                              | Death Magnetic                   | 12 de setembre de 20084 | 1                   |
| "The End of the Line"                    | Metallica                              | Death Magnetic                   | 12 de setembre de 20084 | 1                   |
| "Broken, Beat & Scarred"                 | Metallica                              | Death Magnetic                   | 12 de setembre de 2008  | 1                   |
| "The Day That Never Comes"               | Metallica                              | Death Magnetic                   | 12 de setembre de 20084 | 1                   |
| "All Nightmare Long"                     | Metallica                              | Death Magnetic                   | 12 de setembre de 20084 | 1                   |
| "Cyanide"                                | Metallica                              | Death Magnetic                   | 12 de setembre de 2008  | 1                   |
| "The Unforgiven III"                     | Metallica                              | Death Magnetic                   | 12 de setembre de 20084 | 1                   |
| "The Judas Kiss"                         | Metallica                              | Death Magnetic                   | 12 de setembre de 20084 | 1                   |
| "Suicide & Redemption J.H."              | Metallica                              | Death Magnetic                   | 12 de setembre de 20084 | 1                   |
| "Suicide & Redemption K.H."              | Metallica                              | Death Magnetic                   | 12 de setembre de 20084 | 1                   |
| "My Apocalypse"                          | Metallica                              | Death Magnetic                   | 12 de setembre de 2008  | 1                   |
| "Rock and Roll Band"                     | Boston                                 | Classic Rock Track Pack          | 23 d'octubre de 2008    | 1                   |
| "Hot Blooded"                            | Foreigner                              | Classic Rock Track Pack          | 23 d'octubre de 2008    | 1                   |
| "Jessie's Girl"                          | Rick Springfield                       | Classic Rock Track Pack          | 23 d'octubre de 2008    | 1                   |
| "No Rain"                                | Blind Melon                            | Senzill                          | 23 d'octubre de 2008    | 1                   |
| "Ted Nugent Guitar Duel" (Co-Op)         | Ted Nugent                             | Boss Battle Track Pack           | 23 d'octubre de 20085   | 1                   |
| "Zakk Wylde Guitar Duel" (Co-Op)         | Zakk Wylde                             | Boss Battle Track Pack           | 23 d'octubre de 20085   | 1                   |
| "Anything"                               | An Endless Sporadic                    | Neversoft Track Pack             | 23 d'octubre de 20085   | 1                   |
| "Electro Rock"                           | Sworn                                  | Neversoft Track Pack             | 23 d'octubre de 20085   | 1                   |
| "Horse to Water"                         | R.E.M.                                 | R.E.M. Track Pack                | 30 d'octubre de 2008    | 1                   |
| "Man-Sized Wreath"                       | R.E.M.                                 | R.E.M. Track Pack                | 30 d'octubre de 2008    | 1                   |
| "Supernatural Superserious"              | R.E.M.                                 | R.E.M. Track Pack                | 30 d'octubre de 2008    | 1                   |
| "Bag It Up"                              | Oasis                                  | Oasis Track Pack                 | 6 de novembre de 20086  | 1                   |
| "Waiting for the Rapture"                | Oasis                                  | Oasis Track Pack                 | 6 de novembre de 20086  | 1                   |
| "The Shock of the Lightning"             | Oasis                                  | Oasis Track Pack                 | 6 de novembre de 20086  | 1                   |
| "Another Way to Die"                     | Jack White & Alicia Keys               | Senzill                          | 7 de novembre de 2008   | 1                   |
| "If 6 Was 9"                             | Jimi Hendrix                           | The Jimi Hendrix Track Pack      | 13 de novembre de 2008  |                     |
| "Little Wing"                            | Jimi Hendrix                           | The Jimi Hendrix Track Pack      | 13 de novembre de 2008  |                     |
| "Fire (Live at Woodstock)"               | Jimi Hendrix                           | The Jimi Hendrix Track Pack      | 13 de novembre de 2008  |                     |
| "Salute Your Solution"                   | The Raconteurs                         | The Raconteurs Track Pack        | 20 de novembre de 2008  | 1                   |
| "Hold Up"                                | The Raconteurs                         | The Raconteurs Track Pack        | 20 de novembre de 2008  | 1                   |
| "Consoler of the Lonely"                 | The Raconteurs                         | The Raconteurs Track Pack        | 20 de novembre de 2008  | 1                   |
| "Mr. Brightside"                         | The Killers                            | The Killers Track Pack           | 25 de novembre de 2008  | 1                   |
| "Losing Touch"                           | The Killers                            | The Killers Track Pack           | 25 de novembre de 2008  | 1                   |
| "Human"                                  | The Killers                            | The Killers Track Pack           | 25 de novembre de 2008  | 1                   |
| "G.L.O.W."                               | The Smashing Pumpkins                  | The Smashing Pumpkins Pack       | 4 de desembre de 2008   | 1                   |
| "1979"                                   | The Smashing Pumpkins                  | The Smashing Pumpkins Pack       | 4 de desembre de 2008   | 1                   |
| "The Everlasting Gaze"                   | The Smashing Pumpkins                  | The Smashing Pumpkins Pack       | 4 de desembre de 2008   | 1                   |
| "You Know You're Right"                  | Nirvana                                | Nirvana Track Pack               | 11 de desembre de 2008  | 1                   |
| "Sliver"                                 | Nirvana                                | Nirvana Track Pack               | 11 de desembre de 2008  | 1                   |
| "Negative Creep"                         | Nirvana                                | Nirvana Track Pack               | 11 de desembre de 2008  | 1                   |
| "'54, '74, '90, 2010"                    | Sportfreunde Stiller                   | European Track Pack 01           | 11 de desembre de 2008  | 1                   |
| "Dis-Moi"                                | BB Brunes                              | European Track Pack 01           | 11 de desembre de 2008  | 1                   |
| "Mama Maè"                               | Negrita                                | European Track Pack 01           | 11 de desembre de 2008  | 1                   |
| "Frail Grasp on the Big Picture"         | Eagles                                 | Eagles Track Pack                | 18 de desembre de 2008  | 1                   |
| "Life in the Fast Lane"                  | Eagles                                 | Eagles Track Pack                | 18 de desembre de 2008  | 1                   |
| "One of These Nights"                    | Eagles                                 | Eagles Track Pack                | 18 de desembre de 2008  | 1                   |
| "Jimi"                                   | Slightly Stoopid                       | Reggae Rock Track Pack           | 23 de desembre de 20085 | 1                   |
| "Your Face"                              | Pepper                                 | Reggae Rock Track Pack           | 23 de desembre de 20085 | 1                   |
| "Sacrifice"                              | Expendables                            | Reggae Rock Track Pack           | 23 de desembre de 20085 | 1                   |
| "Use Me"                                 | Hinder                                 | Hard Rock Track Pack             | 23 de desembre de 2008  | 1                   |
| "Because of You"                         | Nickelback                             | Hard Rock Track Pack             | 23 de desembre de 2008  | 1                   |
| "Light It Up"                            | Rev Theory                             | Hard Rock Track Pack             | 23 de desembre de 2008  | 1                   |
| "Degenerated"                            | Backyard Babies                        | European Track Pack 02           | 30 de desembre de 2008  | 1                   |
| "Por La Boca Vive El Pez"                | Fito & Fitipaldis                      | European Track Pack 02           | 30 de desembre de 2008  | 1                   |
| "Johnny"                                 | Di-Rect                                | European Track Pack 02           | 30 de desembre de 2008  | 1                   |
| "Me and My Gang"                         | Rascal Flatts                          | Country Rock Track Pack          | 8 de gener de 2009      | 1                   |
| "Ticks"                                  | Brad Paisley                           | Country Rock Track Pack          | 8 de gener de 2009      | 1                   |
| "Hillbilly Deluxe"                       | Brooks & Dunn                          | Country Rock Track Pack          | 8 de gener de 2009      | 1                   |
| "What's My Age Again?"                   | Blink-182                              | Travis Barker Track Pack         | 15 de gener de 2009     | 1                   |
| "Lycanthrope"                            | +44                                    | Travis Barker Track Pack         | 15 de gener de 2009     | 1                   |
| "Low (Travis Barker Remix)"              | Flo Rida featuring T-Pain              | Travis Barker Track Pack         | 15 de gener de 2009     | 1                   |
| "Tomorrow"                               | Silverchair                            | Australian Rock Track Pack       | 22 de gener de 2009     | 1                   |
| "Dimension"                              | Wolfmother                             | Australian Rock Track Pack       | 22 de gener de 2009     | 1                   |
| "Outtathaway!"                           | The Vines                              | Australian Rock Track Pack       | 22 de gener de 2009     | 1                   |
| "Born to Run"                            | Bruce Springsteen                      | Bruce Springsteen Pack           | 27 de gener de 2009     | 1                   |
| "My Lucky Day"                           | Bruce Springsteen                      | Bruce Springsteen Pack           | 27 de gener de 2009     | 1                   |
| "The Turning"                            | Oasis                                  | Dig Out Your Soul                | 29 de gener 2009        | 1                   |
| "I'm Outta Time"                         | Oasis                                  | Dig Out Your Soul                | 29 de gener 2009        | 1                   |
| "(Get Off Your) High Horse Lady"         | Oasis                                  | Dig Out Your Soul                | 29 de gener 2009        | 1                   |
| "Falling Down"                           | Oasis                                  | Dig Out Your Soul                | 29 de gener 2009        | 1                   |
| "To Be Where There's Life"               | Oasis                                  | Dig Out Your Soul                | 29 de gener 2009        | 1                   |
| "Ain't Got Nothin'"                      | Oasis                                  | Dig Out Your Soul                | 29 de gener 2009        | 1                   |
| "The Nature of Reality"                  | Oasis                                  | Dig Out Your Soul                | 29 de gener 2009        | 1                   |
| "Soldier On"                             | Oasis                                  | Dig Out Your Soul                | 29 de gener 2009        | 1                   |
| "Commotion"                              | Creedence Clearwater Revival           | Southern Rock Track Pack         | 5 de febrer 2009        | 1                   |
| "Black Betty"7                           | Ram Jam                                | Southern Rock Track Pack         | 5 de febrer 2009        | 1                   |
| "Gimme All Your Lovin'"7                 | ZZ Top                                 | Southern Rock Track Pack         | 5 de febrer 2009        | 1                   |
| "New Slang"                              | The Shins                              | Acoustic Track Pack              | 12 de febrer 2009       | 1                   |
| "Drive"                                  | Incubus                                | Acoustic Track Pack              | 12 de febrer 2009       | 1                   |
| "Wonderwall"                             | Ryan Adams                             | Acoustic Track Pack              | 12 de febrer 2009       | 1                   |
| "Jet"                                    | Wings                                  | Wings Track Pack                 | 12 de febrer 2009       | 1                   |
| "Hi Hi Hi"                               | Wings                                  | Wings Track Pack                 | 12 de febrer 2009       | 1                   |
| "Junior's Farm"                          | Wings                                  | Wings Track Pack                 | 12 de febrer 2009       | 1                   |
| "Old Time Rock and Roll"                 | Bob Seger & the Silver Bullet Band     | Bob Seger Track Pack             | 26 de febrer 2009       | 1                   |
| "Her Strut"                              | Bob Seger & the Silver Bullet Band     | Bob Seger Track Pack             | 26 de febrer 2009       | 1                   |
| "Get Out Of Denver"                      | Bob Seger                              | Bob Seger Track Pack             | 26 de febrer 2009       | 1                   |
| "Break It Out"                           | Vanilla Sky                            | European Track Pack 03           | 5 de març de 2009       | 1                   |
| "In the Shadows"                         | The Rasmus                             | European Track Pack 03           | 5 de març de 2009       | 1                   |
| "C'est Comme Ça"                         | Les Rita Mitsouko                      | European Track Pack 03           | 5 de març de 2009       | 1                   |
| "Death Blossoms"                         | Rise Against                           | Rise Against Track Pack          | 12 de març de 2009      | 1                   |
| "Audience of One"                        | Rise Against                           | Rise Against Track Pack          | 12 de març de 2009      | 1                   |
| "Ready to Fall"                          | Rise Against                           | Rise Against Track Pack          | 12 de març de 2009      | 1                   |
| "What Have You Done"                     | Within Temptation                      | European Track Pack 04           | 19 de març de 2009      | 1                   |
| "Hier kommt Alex"                        | Die Toten Hosen                        | European Track Pack 04           | 19 de març de 2009      | 1                   |
| "Carolina" (Directe)                     | M-Clan                                 | European Track Pack 04           | 19 de març de 2009      | 1                   |
| "Freedom"                                | Jimi Hendrix                           | The Jimi Hendrix Track Pack 02   | 19 de març de 2009      |                     |
| "Angel"                                  | Jimi Hendrix                           | The Jimi Hendrix Track Pack 02   | 19 de març de 2009      |                     |
| "Foxy Lady" (Directe a Woodstock)        | Jimi Hendrix                           | The Jimi Hendrix Track Pack 02   | 19 de març de 2009      |                     |
| "We Are the Champions"                   | Queen                                  | Queen Track Pack                 | 26 de març de 2009      | 1                   |
| "Fat Bottomed Girls"                     | Queen                                  | Queen Track Pack                 | 26 de març de 2009      | 1                   |
| "C-lebrity"                              | Queen + Paul Rodgers                   | Queen Track Pack                 | 26 de març de 2009      | 1                   |
| "The James Bond Theme"                   | Richard Fortus                         | Senzill                          | 26 de març de 2009      | 1                   |
| "Debaser"                                | Pixies                                 | Pixies Track Pack                | 2 d'abril de 2009       | 1                   |
| "Monkey Gone to Heaven"                  | Pixies                                 | Pixies Track Pack                | 2 d'abril de 2009       | 1                   |
| "The Sad Punk"                           | Pixies                                 | Pixies Track Pack                | 2 d'abril de 2009       | 1                   |
| "Panic Switch"                           | Silversun Pickups                      | Silversun Pickups Track Pack     | 9 d'abril de 2009       | 1                   |
| "It's Nice to Know You Work Alone"       | Silversun Pickups                      | Silversun Pickups Track Pack     | 9 d'abril de 2009       | 1                   |
| "Well Thought Out Twinkles"              | Silversun Pickups                      | Silversun Pickups Track Pack     | 9 d'abril de 2009       | 1                   |
| "Black Friday"                           | Steely Dan                             | Steely Dan Track Pack            | 16 d'abril de 2009      | 1                   |
| "Kid Charlemagne"                        | Steely Dan                             | Steely Dan Track Pack            | 16 d'abril de 2009      | 1                   |
| "Bodhisattva"                            | Steely Dan                             | Steely Dan Track Pack            | 16 d'abril de 2009      | 1                   |
| "Jailbait"2                              | Motörhead                              | Motörhead Track Pack             | 23 d'abril de 2009      | 1                   |
| "Love Me Like a Reptile"2                | Motörhead                              | Motörhead Track Pack             | 23 d'abril de 2009      | 1                   |
| "Iron Fist"2                             | Motörhead                              | Motörhead Track Pack             | 23 d'abril de 2009      | 1                   |
| "Very Ape"                               | Nirvana                                | Nirvana Track Pack 02            | 30 d'abril de 2009      | 1                   |
| "Sappy"                                  | Nirvana                                | Nirvana Track Pack 02            | 30 d'abril de 2009      | 1                   |
| "Stay Away"                              | Nirvana                                | Nirvana Track Pack 02            | 30 d'abril de 2009      | 1                   |
| "On Broken Glass"                        | Chimaira                               | Ferret/Metal Blade Track Pack    | 7 de maig de 20095      | 1                   |
| "Dez Moines"                             | The Devil Wears Prada                  | Ferret/Metal Blade Track Pack    | 7 de maig de 20095      | 1                   |
| "Grave of Opportunity"                   | Unearth                                | Ferret/Metal Blade Track Pack    | 7 de maig de 20095      | 1                   |
| "So What"                                | Pink                                   | Pop Rock Track Pack              | 14 de maig de 2009      | 1                   |
| "Stop and Stare"                         | OneRepublic                            | Pop Rock Track Pack              | 14 de maig de 2009      | 1                   |
| "Everything's Magic"                     | Angels and Airwaves                    | Pop Rock Track Pack              | 14 de maig de 2009      | 1                   |
| "Disconnected"                           | In Flames                              | European Track Pack 05           | 21 de maig de 2009      | 1                   |
| "Oh Yeah!"                               | Housse de Racket                       | European Track Pack 05           | 21 de maig de 2009      | 1                   |
| "Look Good in Leather"                   | Cody ChesnuTT                          | European Track Pack 05           | 21 de maig de 2009      | 1                   |
| "The Touch"                              | Stan Bush                              | Senzill                          | 28 de maig de 2009      | 1                   |
| "Guitar Hero On Tour: Modern Hits Theme" | S.U.P.R.A.H.U.M.A.N. - ProtoShredanoid | Senzill                          | 4 de juny de 20095      | 1                   |
| "The Bitter End"                         | Placebo                                | European Track Pack 06           | 11 de juny de 2009      | 1                   |
| "Cadillac Solitario" (Directe)           | Loquillo y Trogloditas                 | European Track Pack 06           | 11 de juny de 2009      | 1                   |
| "Adrenalina"                             | Finley                                 | European Track Pack 06           | 11 de juny de 2009      | 1                   |
| "Number with No Name"                    | Ben Harper and Relentless7             | Ben Harper Track Pack            | 18 de juny de 2009      | 1                   |
| "Shimmer & Shine"                        | Ben Harper and Relentless7             | Ben Harper Track Pack            | 18 de juny de 2009      | 1                   |
| "Fly One Time"                           | Ben Harper and Relentless7             | Ben Harper Track Pack            | 18 de juny de 2009      | 1                   |
| "Sample in a Jar" (Directe)              | Phish                                  | Phish Live Track Pack            | 25 de juny de 2009      | 1                   |
| "Down with Disease" (Directe)            | Phish                                  | Phish Live Track Pack            | 25 de juny de 2009      | 1                   |
| "Chalkdust Torture" (Directe)            | Phish                                  | Phish Live Track Pack            | 25 de juny de 2009      | 1                   |
| "21st Century (Digital Boy)"             | Bad Religion                           | Epitaph Punk-O-Rama Track Pack   | 2 de juliol de 2009     | 1                   |
| "Linoleum"                               | NOFX                                   | Epitaph Punk-O-Rama Track Pack   | 2 de juliol de 2009     | 1                   |
| "Ruby Soho"                              | Rancid                                 | Epitaph Punk-O-Rama Track Pack   | 2 de juliol de 2009     | 1                   |
| "NJ Legion Iced Tea"                     | A Day to Remember                      | Victory Track Pack               | 9 de juliol de 2009     | 1                   |
| "Bomb the World"                         | The Sleeping                           | Victory Track Pack               | 9 de juliol de 2009     | 1                   |
| "I Am the Arsonist"                      | Silverstein                            | Victory Track Pack               | 9 de juliol de 2009     | 1                   |
| "Anything 'Cept the Truth"               | Eagles of Death Metal                  | Eagles of Death Metal Track Pack | 16 de juliol de 2009    | 1                   |
| "Cherry Cola"                            | Eagles of Death Metal                  | Eagles of Death Metal Track Pack | 16 de juliol de 2009    | 1                   |
| "I Only Want You"                        | Eagles of Death Metal                  | Eagles of Death Metal Track Pack | 16 de juliol de 2009    | 1                   |
| "All the World is Mad"                   | Thrice                                 | Vagrant Records Track Pack       | 23 de juliol de 2009    | 1                   |
| "Young Cardinals"                        | Alexisonfire                           | Vagrant Records Track Pack       | 23 de juliol de 2009    | 1                   |
| "The Martyr"                             | Senses Fail                            | Vagrant Records Track Pack       | 23 de juliol de 2009    | 1                   |
| "Bloodmeat"                              | Protest the Hero                       | Knuckle Sandwich Track Pack      | 30 de juliol de 2009    | 1                   |
| "I'm Shipping Up to Boston"              | Dropkick Murphys                       | Knuckle Sandwich Track Pack      | 30 de juliol de 2009    | 1                   |
| "New Wave"                               | Against Me!                            | Knuckle Sandwich Track Pack      | 30 de juliol de 2009    | 1                   |
| "Camel's Night Out"                      | Eric Johnson                           | Senzill                          | 6 d'agost de 2009       | 1                   |
| "The Silence Is Deafening"               | Awaken                                 | Activision Music Track Pack      | 13 d'agost de 20095     | 1                   |
| "Nothing All the Time"                   | H Is Orange                            | Activision Music Track Pack      | 13 d'agost de 20095     | 1                   |
| "I'll Never Know"                        | Hundred Reasons                        | Activision Music Track Pack      | 13 d'agost de 20095     | 1                   |
| "Dueling Banjos"                         | Steve Ouimette                         | Senzill                          | 13 d'agost de 20095     | 1                   |